# Víctor González
Víctor Miguel González Chang, noto semplicemente come Víctor González (Chuquicamata, 30 maggio 1994), è un calciatore cileno, difensore del Deportes Temuco.